# Bonaventura Duda
Fra Bonaventura Duda (Rijeka, 14. siječnja 1924. − Varaždin, 3. kolovoza 2017.) bio je hrvatski teolog, bibličar, franjevac i dopisni član Hrvatske akademije znanosti i umjetnosti.

## Životopis

### Djetinjstvo i školovanje
Duda, (Roko) Bonaventura rođen je u Rijeci 14. siječnja 1924. godine. Podrijetlom je s otoka Krka, iz mjesta Krasa, gdje je pohađao osnovnu školu (1929. – 1933.). Nakon dva razreda građanske škole na Sušaku, pohađa u Varaždinu Franjevačku klasičnu gimnaziju (1935. – 1944.). U franjevački red stupa 14. kolovoza 1941. godine i tada uzima ime fra Bonaventura.
Studirao je na Katoličkome bogoslovnom fakultetu u Zagrebu (1944. – 1950.). U tom razdoblju profilirao se i kao glazbenik uz tadašnjega orguljaša franjevačke crkve u Zagrebu, fra Kamila Kolba. Za svećenika je zaređen 15. siječnja 1950. godine, a u prosincu 1952. postiže gradus licencijata iz teologije. Od jeseni 1954. do lipnja 1957. nalazi se na poslijediplomskome studiju u Rimu, najprije na Antonianumu (1954. – 1955.), gdje je doktorirao teologiju, a potom na Papinskome biblijskome institutu (1955. – 1957.), na kojemu je postigao biblijski licencijat.

### Teološko i pastoralno djelovanje
Istaknuti je biblijski prevoditelj i promicatelj duha Drugoga vatikanskog koncila. S franjevcem Zorislavom Lajošem pokreće list Glas s koncila iz kojega će nastati današnji Glas Koncila (1963.). Pokretač je i (s J. Kaštelanom) glavni urednik prijevoda Biblije u izdanju Stvarnosti (1968.). Preveo je (s J. Fućkom) Novi zavjet i priredio novi hrvatski Lekcionar (od 1969.). Sudjelovao je u osnivanju nakladničke kuće Kršćanska sadašnjost i Teološkog društva Kršćanske sadašnjosti (od 1968.). Od 2010. dopisni je član Hrvatske akademije znanosti i umjetnosti u Razredu za društvene znanosti.
Usto, fra Bonaventura je dugogodišnji propovjednik u crkvi Sv. Franje na Kaptolu, gdje je od 1981. do 2009. svake nedjelje predvodio misu u 11 sati, a njegove su propovijedi uvijek bile rado slušane.
Fra Bonaventura preminuo je 3. kolovoza 2017. godine u samostanu Sv. Ivana Krstitelja u Varaždinu.

## Glavna djela
- Sjeme je Riječ Božja ( 1987.)
- Sijač je Sin Čovječji (1989.)
- U plemenitu srcu (1990.)
- Koncilske teme (1995.)
- U svjetlu Božje riječi (2000.).

## Nagrade i priznanja
- Dobitnik je znanstvene nagrade  Annales Pilar Instituta društvenih znanosti Ivo Pilar za 2004. godinu.[4]

## Spomen
- Manji brat - fra Bonaventura Duda (2009.), dokumentarni film scenaristice i redateljice Ljiljana Bunjevac Filipović[5][6]

- Bernardin Škunca, Vjeropoj riječi (2019.), roman esej[7][8]

## Vanjske poveznice
Mrežna mjesta
- Hrvatska akademija znanosti i umjetnosti: Bonaventura, fra Duda (osobna stranica)
- hrcak.srce.hr – Radovi fra Bonaventure Dude  Arhivirana inačica izvorne stranice od 12. siječnja 2014. (Wayback Machine)
- hrcak.srce.hr – Bogoslovska smotra, Vol.58 No.1. travnja 1988../Bonaventura Duda: Sjeme je Božja riječ